# داستان جین منسفیلد
داستان جین منسفیلد (به انگلیسی: The Jayne Mansfield Story) فیلم تلویزیونی در سبک زندگی‌نامه‌ای و درام به‌کارگردانی دیک لاوری می‌باشد که بر پایهٔ زندگی جین منسفیلد ساخته شده‌است که در آن لونی اندرسون در نقش این هنرپیشه و آرنولد شوارتزنگر در نقش شوهر بدن‌ساز وی بازی می‌کنند. این فیلم در اصل جین منسفیلد: نمادی از دههٔ ۵۰ نام داشت. اسکریپت نیز بر پایهٔ کتاب جین منسفیلد و آمریکای دههٔ ۵۰ نوشتهٔ مارتا ساکستون می‌باشد.

## منبع
- مشارکت‌کنندگان ویکی‌پدیا. «The Jayne Mansfield Story». در دانشنامهٔ ویکی‌پدیای انگلیسی، بازبینی‌شده در ۲۹ دسامبر ۲۰۲۴.